# Bahrain Challenger 1984
Il Bahrain Challenger 1984 è stato un torneo di tennis facente parte della categoria ATP Challenger Series nell'ambito dell'ATP Challenger Series 1984. Il torneo si è giocato a Bahrein in Bahrein dal 5 all'11 marzo 1984 su campi in cemento.

## Vincitori

### Singolare
Tim Wilkison ha battuto in finale  Terry Moor con il punteggio di 7–5, 6–0

### Doppio
David Dowlen /  Nduka Odizor hanno battuto in finale  Marty Davis /  Larry Stefanki con il punteggio di 7–6, 4–6, 6–3